# Big Brother Hrvatska (4. sezona)
Big Brother 4, poznat i kao Big Brother: Bez milosti!, bila je četvrta hrvatska sezona reality showa Big Brother, koju je vodila Antonija Blaće. Počela je 7. rujna 2007. i trajala je 106 dana završavajući 21. prosinca 2007.
Ova je sezona bila u stilu glamura i ekstravagancije, a i kuća je preuređena u tom stilu. Slogan ove sezone je bio "Bez milosti!", a njezina himna koju izvodi Colonia nosila je naziv "Pod sretnom zvijezdom".
Početni iznos glavne nagrade bio je 100 000 kn, a na kraju je mogao iznositi najviše 1 500 000 kn. Za svaki uspješno izvršeni tjedni zadatak Big Brother je dodavao po 100 000 kn iznosu glavne nagrade. Nenošenjem mikrofona i drugim kršenjima pravila Big Brother kuće stanari su smanjivali iznos glavne nagrade za 5, 10 ili čak 15 tisuća kuna. Svoj budžet za kupovinu u dućanu stanari su mogli povećati uspješnim izvršavanjem šoping zadataka. Iznos glavne nagrade na kraju showa je bio 1 005 000 kn.
Inovacija u showu bila je tajna kuća u koju su u početku showa stanari useljavali nakon što su glasovima gledatelja napustili veliku kuću ili prema odluci Big Brothera. Poštovanjem pravila tajne kuće, nakon vremena koje je odredio Big Brother, dobili su mogućnost izbora: povratak u veliku kuću ili novčana nagrada. Poslije povratka tajnih stanara u veliku kuću, tajna je kuća postala prostor u kojem su mogli boraviti svi stanari. Osim tajne kuće, novost je bio i telefon preko kojeg je Big Brother obavještavao stanare o dobrim i lošim vijestima.

## Voditelji
- Antonija Blaće
- Renata Sopek
- Filip Brajković

## Stanari
| Ime i prezime             | Ulazak  | Izlazak  | Status                                     |
| ------------------------- | ------- | -------- | ------------------------------------------ |
| Vedran Lovrenčić (24)     | Dan 1.  | Dan 105. | Pobjednik (105 dana u kući)                |
| Maja-Paola Sestrić (20)   | Dan 1.  | Dan 105. | 13. izbačena (105 dana u kući)             |
| Krešimir Karačić (20)     | Dan 1.  | Dan 105. | 12. izbačen (105 dana u kući)              |
| Arsen Košta Alujević (24) | Dan 1.  | Dan 105. | 11. izbačen (105 dana u kući)              |
| Tessa Hapčo (18)          | Dan 1.  | Dan 98.  | 10. izbačena (98 dana u kući)              |
| Martina Vlahinić          | Dan 1.  | Dan 98.  | 9. izbačena (98 dana u kući)               |
| Stjepan Bekavac (24)      | Dan 1.  | Dan 91.  | 8. izbačen (91 dan u kući)                 |
| Vita Pavić (19)           | Dan 1.  | Dan 84.  | 7. izbačena (84 dana u kući)               |
| Goran Matošović (25)      | Dan 1.  | Dan 77.  | 6. izbačen (77 dana u kući)                |
| Mateja Ivoš (23)          | Dan 42. | Dan 70.  | 5. izbačena (28 dana u kući)               |
| Senka Lončar (18)         | Dan 1.  | Dan 63.  | 4. izbačena (63 dana u kući)               |
| Ivana Saraga (25)         | Dan 1.  | Dan 56.  | 3. izbačena (56 dana u kući)               |
| Mirela Milaković (23)     | Dan 1.  | Dan 49.  | 2. izbačena (49 dana u kući)               |
| Valentino Cappellari (23) | Dan 1.  | Dan 49.  | 1. izbačen (49 dana u kući)                |
| Hrvoje Šoštarić (27)      | Dan 1.  | Dan 32.  | dobrovoljno napustio kuću (32 dana u kući) |

## Događaji u kući
U prvom tjednu Big Brother je odlučio nominirati stanare iz sobe koja je slabija u izvršavanju tjednog zadatka. To je bila ljubičasta soba. Svi ostali stanari nisu bili nominirani. Na kraju tjedna i glasovanja gledatelja kuću je napustio Valentino i preselio se u tajnu kuću. Istog se dana (14. dan) i Stjepan preselio u tajnu kuću, ali slučajnim odabirom - kada se javio na telefon 12. dana boravka u kući.
Treća je kuću napustila Vita, koja je poslije regularnih nominacija i glasovanja gledatelja premještena u tajnu kuću.
Nakon nešto manje od mjesec dana boravka u kući, Hrvoje je kuću napustio svojom voljom, a Big Brother je stanarima objavio svoju novu odluku: svakog će ponedjeljka dobivati vijest koja može biti istinita i lažna. Prva je vijest bila da stanarima u petak dolaze nova dva stanara: jedan kao zamjena za Hrvoja, a drugi kao zamjena za jednog od njih. Stanari su kroz tjedan morali Big Brotheru navesti svoje razloge zbog kojih bi baš oni trebali ostati, odnosno zašto bi netko drugi trebao napustiti kuću. U petak su saznali da nitko niti ulazi, ni izlazi iz kuće.
U petak, 35. dana Big Brother je objavio stanarima javne nominacije. Stanari su nominirali druge stanare oči u oči. Te večeri nominirani su Ivana, Goran, Mirela i Senka. Mirela je preseljena u tajnu kuću. Istog dana u tajnu Big Brother kuću ušla je i "Zlatna stanarka" Mateja.
Tajni stanari Stjepan, Valentino, Vita i Mirela nominirani su za povratak u kuću.
Mateja je postala tajni agent provokator BB kuće. Po noći je izvršavala napade diverzije na glavnu BB kuću. Stanarima velike kuće Big Brother je to rekao kao vijest ponedjeljkom.
Petak toga tjedna (49. dan) bio je pun iznenađenja. Mateja je ušla u veliku kuću, no kroz ispovjedaonicu. Stanari velike kuće saznali su njen identitet provokatora. Nakon nekoliko minuta Antonija je javila stanarima da postoji i tajna kuća. Također, rekla im je da će im se vratiti jedan tajni stanar. Poslije izlaska Valentina i Mirele iz tajne kuće, u veliku je kuću ušao Stjepan. U tajnoj kući je ostala samo Vita kojoj je Big Brother priopćio da i ona odlazi natrag u veliku kuću u zamjenu za Hrvoja. Treća novost je bila to da su svi stanari osim Mateje, Vite i Stjepana predloženi za nominacije od strane gledatelja. 
U ponedjeljak drugog tjedna Big Brother im je objavio te nominacije, ali opet kao vijest koja može biti lažna ili istinita. U petak su stanari saznali da je vijest bila istinita, te su nominirane Ivana i Senka. S 4 glasa Ivana je morala napustiti kuću. Poslije njenog izlaska uslijedile su nove nominacije. Mateja je imala imunitet te nije mogla biti nominirana, ali je mogla nominirati. Nominirani su Goran i Senka.
Big Brother je 59. dana u smicalici ponedjeljkom objavio stanarima kako će uz jednog od nominiranih, Senku ili Gorana, kuću napustiti još jedan stanar kojeg odabere izbačeni stanar. Ne znajući da li je vijest istinita ili lažna, u petak su Senka i Goran morali reći Antoniji koga će povesti. Senka je odabrala Maju-Paolu, a Goran Tessu. Big Brother im je kasnije rekao da je vijest bila lažna. Kuću je napustila samo Senka.
Sljedećeg tjedna stanari su dobili zadatak da u cijelom tjednu spavaju samo 12 sati. Osim novog tjednog zadatka iznenadila ih je i vijest o Big Brotherovoj zamjeni. Big Brother im je rekao da će ga do četvrtka mijenjati njihova bivša sustanarka Senka. U ponedjeljak toga tjedna Senka je stanarima objavila vijest ponedjeljkom: Vita i Tessa su izabrani stanari koji do srijede moraju izabrati još pet koji će im se pridružiti. Izabrani stanari imaju imunitet na nominacijama, a ostali su automatski nominirani. Izabrani su Martina, Vedran, Krešo, Stipe i Maja-Paola. U petak su stanari saznali da je vijest bila istinita i da su Goran i Arsen nominirani. Maja-Paola se pridružila nominiranima zbog pada na tajnoj misiji. Dakle, nominirani su Goran, Arsen i Maja-Paola. Sedamdesetog dana kuću je napustila Mateja.
U ponedjeljak su stanari dobili svoj novi tjedni zadatak - nogometni tjedan. Ovaj tjedan ne bi bio ni po čemu posebniji od ostalih, da nije bilo neobičnog načina prezentacije istog zadatka. Stanari su po prvi puta u Big Brotheru izašli iz kuće i kombijem bili prebačeni na nogometni teren gdje su zaigrali utakmicu protiv poznatih osoba. Pobijedili su ih 4:0 i time uspješno izvršili tjedni zadatak. Također, ovog tjedna su dobili i novu vijest ponedjeljkom kojom im je Big Brother priopćio da će imati mogućnost kontakta s vanjskim svijetom, i to tako da dva stanara dobiju točnu, a jedan stanar lažnu vijest iz vanjskog svijeta. Vijest je bila istinita. U petak (77. dan) kuću je napustio Goran. Istog dana nominirani su Krešimir, Vedran, Martina, Vita i Tessa.
Nakon par dana stanari su dobili novu vijest ponedjeljkom. Saznali su da će možda u petak nominirati samo jednog stanara, i to onog kojeg smatraju najvećom konkurencijom. Vijest je bila istinita i nominiran je bio Stjepan. Uz njega su nominirani i svi koji su njega nominirali, a to su Martina, Arsen i Tessa. Prije nominacija kuću je po drugi put napustila Vita.
Sljedećeg ponedjeljka Big Brother je stanarima rekao da moraju izabrati najgoreg stanara koji je već napustio kuću, te da će im se upravo ta osoba ponovno pridružiti u petak. Vijest je bila lažna. U srijedu je Big Brother stanare iznenadio ulaskom dvojice stripera u kuću, a poslije njihovog plesa Martina se odlučila kupati u bazenu. Vidjela je Krešu kako probava vodu i gurnula ga u bazen. Krešo je nosio mikrofon koji je u vodi bio uništen. To je jako razljutilo Big Brothera koji je odlučio strogo kazniti Martinu. Zabranio joj je svaku vrstu komunikacije s drugim stanarima, osim one pantomimom. Do petka nije smjela ispustiti ni jedan zvuk. 
Osim da Martina ponovno smije govoriti, u petak su stanari saznali da Stjepan napušta kuću. Na zadnjim nominacijama ove sezone nominirane su Martina, Tessa i Maja-Paola, a Big Brother im je pridružio i Krešu i Vedrana zbog neuspjeha u izvršenju tajnog zadatka.
Vijest ponedjeljkom sljedećeg tjedna bila je da će u petak, poslije ispadanja jednog od nominiranih stanara, svi stanari opet biti nominirani. Pošteđen je samo onaj koji ima imunitet, tj. onaj koji je obavio najviše pojedinačnih kupnji u dućanu. Vijest je bila istinita, ali pošto se stanari nisu držali njenih pravila, nitko nije dobio imunitet. U petak je kuću prva napustila Martina, a nakon drugog kratkog glasovanja napustila ju je i Tessa. Time su Arsen, Krešimir, Maja-Paola i Vedran postali finalisti.
Finalisti su proveli 7 dana u kući prije konačnog napuštanja kuće i proglašenja pobjednika. U tom tjednu prisjetili su se bivših sustanara te ih je posjetio profesionalni tim za uljepšavanje kako bi finalisti napustili kuću u najboljem izdanju. Četvrtoplasirani je bio Arsen, trećeplasirani Krešo, a superfinalistica Maja-Paola. 
Pobjednik četvrtog hrvatskog Big Brothera bio je Vedran.

## Tjedni događaji
| Tjedan | Tjedni zadatak | Vijest ponedjeljkom |
| ------ | --- | --- |
| 1.     | Mornarički tjedan Natjecanje u izvršavanju zadatka između ljubičaste i zelene sobe, a cilj je proći poligon u što kraćem vremenu. Stanari u pobjedničkoj ekipi dobili su imunitet. Zadatak je uspješno izvršen. | Nema. |
| 2.     | Kulturist Big Brother mjuzikl Stanari su u ovom tjednu morali snimiti svoj mjuzikl u kojem svi sudjeluju. Zadatak nije uspješno izvršen. | Nema. |
| 3.     | Velika Vitanija Vita je postala vladarica svojeg kraljevstva - Velike Vitanije. Morala se prema svojim stanarima, kmetovima, ponašati kao prava kraljica. Ostali stanari su je morali slušati, posluživati, hvaliti i ugođavati joj. Zadatak je uspješno izvršen.                                                                                            | Nema. |
| 4.     | Capoeira Stanari su u ovom tjednu morali savladati vještine ove borilačke vještine i u četvrtak prezentirati svoje znanje. Zadatak je uspješno izvršen. | Stanari su morali opet nominirati. Goranu i Viti su se pridružili novi "nominirani" stanari. U petak su saznali da nisu nominirani jer je vijest bila lažna. |
| 5.     | Znanje je moć! Ovog tjedna neki su stanari postali profesori, a neki učenici. Cijeli su se tjedan pripremali za ispit koji je bio u četvrtak. Nisu ga prošli i zadatak nije uspješno izvršen. | Hrvoje je odlučio napustiti kuću te je Big Brother stanarima rekao da u petak ulaze dva stanara - jedan kao zamjena za Hrvoja, a drugi kao zamjena za jednog od njih. Kroz tjedan su morali birati tko bi trebao napustiti kuću. Vijest je bila lažna. |
| 6.     | Teatar sjena U ovom tjednu stanari su svojim tijelima morali stvoriti sjene i njima prikazati neku radnju iz odabranog filma. Izabrali su prikaz automobila u vožnji. U petak navečer su odglumili svoje uloge i uspješno izvršili zadatak. | Big Brother je stanarima objavio svoju odluku da ovaj tjedni zadatak ne nosi 100 000, već 200 000 kuna. Vijest je bila istinita. |
| 7.     | Freska flashdance Stanari su kroz tjedan morali uvježbati koreografiju za pjesmu "What A Feeling" na koturaljkama. Uspješno su izvršili ovaj zadatak. | Pošto je Mateja dobila ulogu tajnog agenta provokatora, Big Brother je tu vijest objavio stanarima kao vijest ponedjeljkom. Stanari su u petak saznali da je vijest bila istinita. |
| 8.     | Big Brother teretana Big Brother je u ovom tjednu stanare podijelio na tri grupe. Jedni su se morali udebljati, drugi smršaviti, a treći pak ostati na početnoj kilaži. Stanari su mogli koristiti razne sprave za vježbanje i vagu. Zadatak je uspješno izvršen.                                                                                            | Big Brother je stanarima objavio nominacije od strane gledatelja. Nominirane su Senka i Ivana jer je vijest bila istinita. |
| 9.     | Karipski gusari Goran je postao kapetan, a Vita prvi časnik. Djevojke su postale dame, a ostali stanari gusari. Cijeli su se tjedan tako morali i ponašati. Također, kroz tjedan su morali pronaći 10 ključeva od kojih je jedan otvarao škrinju koju im je dao Big Brother. Stanari nisu pronašli pravi ključ i zato nisu uspješno izvršili tjedni zadatak. | Nominirani su bili Senka i Goran. Oni su morali odlučiti koga će, ako izađu iz kuće, povesti sa sobom. Vijest je bila lažna. |
| 10.    | Insomnia Stanari su u periodu od 4 dana i 3 noći (ponedjeljak - četvrtak) mogli spavati samo 12 sati. Stanari su u kući imali nekoliko plazmi sa štopericom kako bi mjerili odspavano vrijeme. Za izvršenje stanari trebali su imati barem 1 stotinku sekunde na štoperici u četvrtak navečer. Zadatak je uspješno izvršen.                                  | Big Brother je proglasio Vitu i Tessu izabranim stanarkama. One su kroz tjedan morale odabrati još pet osoba koje će s njima u petak imati imunitet. Oni stanari koji nisu izabrani automatski su nominirani. Vita i Tessa su izabrale Martinu, Vedrana, Krešu, Stipu i Maju-Paolu, a time su nominirale Gorana, Arsena i Mateju. Vijest je bila istinita.                                         |
| 11.    | Big Brother nogomet Stanari su do srijede morali uvježbati i naučiti najvažnija nogometna pravila, a u srijedu im je Big Brother priopćio da će po prvi puta u povijesti Big Brothera u Hrvatskoj napustiti Big Brother kuću i odigrati utakmicu protiv ekipe poznatih i slavnih. Pobijedili su i time uspješno izvršili tjedni zadatak.                     | Big Brother je stanarima rekao da možda imaju priliku kontakta s vanjskim svijetom. Točnije, samo tri stanara imaju tu privilegiju, ali jedan od njih dobiva lažnu poruku iz vanjskog svijeta. Pošto je vijest bila istinita, troje stanara je dobilo svoje poruke iz vanjskog svijeta, no Big Brother je odlučio da će svi stanari dobiti svoje poruke i da će sve poruke biti istinite.          |
| 12.    | Cirkus U ovom su tjednu stanari morali naučiti žonglirati, hodati na štulama i izvoditi razne atraktivne trikove. Morali su smisliti koreografiju i koordinirati sve svoje pokrete za prezentaciju zadatka. Zadatak je uspješno izvršen. | Stanari su ovog tjedna saznali da neće nominirati druge za izlazak iz kuće, već onoga koga smatraju najvećom konkurencijom. Uz tu najjaču kariku, nominirani su svi koji su upravo nju prije nominirali. Vijest je bila istinita. |
| 13.    | Svemirski kamp Stanari su do četvrtka morali uvježbati prelaženje poligona sa 7 elemenata koji imitira uvjete u svemiru. Za uspješno izvršenje zadatka morali su ga prijeći u 31 minutu, od kojih 3 minute otpada na spinroller, spravu koja simulira bestežinsko stanje u svemiru. Zadatak je uspješno izvršen.                                             | Stanari su morali izabrati najgoreg stanara koji je već napustio kuću, a Big Brother im je kasnije rekao da će im se upravo ta osoba u petak ponovno pridružiti. Vijest je bila lažna. |
| 14.    | Vilenjaci Ovaj zadatak je bio dio humanitarne akcije RTL Televizije, pa je zadatak stanara bio podsjećati gledatelje na broj telefona iste akcije i do četvrtka zamotati 600 poklon paketa. Zadatak je uspješno izvršen. | Stanari su dobili vijest da u petak dva stanara napuštaju kuću. Kada prvi stanar napusti kuću, nominirani postaju svi stanari osim onog koji ima imunitet (stanar koji je u proteklom tjednu najviše puta pojedinačno kupovao u trgovini). Nakon kratkog glasovanja i drugi stanar napušta kuću. Vijest je bila istinita, ali pošto se stanari nisu držali njenih pravila, svi su bili nominirani. |
| 15.    | Nema. | Nema. |

## Nominacije
| Vedran     | nominirao Big Brother                                                              | Hrvoje Goran     | Ivana Mirela                       | nema nominacija               | Ivana                       | Goran Martina               | Goran Tessa                 | imunitet                         | Vita Martina                                                 | Arsen                                      | Martina Maja-Paola                                              | nominiran                                                       | POBJEDNIK                                                              |                             |                             |                             |
| Maja-Paola | nominirao Big Brother                                                              | Ivana Goran      | Senka Ivana                        | nema nominacija               | Senka                       | Senka Goran                 | Mateja Vedran               | nominirao Big Brother            | Vedran Vita                                                  | Arsen                                      | Arsen Martina                                                   | nominirana                                                      | 2. mjesto                                                              |                             |                             |                             |
| Krešimir   | nominirao Big Brother                                                              | Hrvoje Goran     | Ivana Mirela                       | nema nominacija               | Ivana                       | Goran Tessa                 | Goran Tessa                 | imunitet                         | Tessa Martina                                                | Maja-Paola                                 | Tessa Martina                                                   | nominiran                                                       | 3. mjesto                                                              |                             |                             |                             |
| Arsen      | nema nominacija                                                                    | Senka Mirela     | Mirela Senka                       | nema nominacija               | Ivana                       | Goran Tessa                 | Goran Tessa                 | nominiran                        | Tessa Vita                                                   | Stjepan                                    | Tessa Maja-Paola                                                | nominiran                                                       | 4. mjesto                                                              |                             |                             |                             |
| Tessa      | nominirao Big Brother                                                              | Ivana Goran      | Ivana Goran                        | nema nominacija               | Ivana                       | Arsen Goran                 | Arsen Mateja                | imunitet                         | Krešimir Arsen                                               | Stjepan                                    | Martina Arsen                                                   | nominirana                                                      | izbačena                                                               | izbačena                    | izbačena                    | izbačena                    |
| Martina    | nema nominacija                                                                    | Vita Goran       | Senka Goran                        | nema nominacija               | Senka                       | Senka Vedran                | Mateja Vedran               | imunitet                         | Vedran Vita                                                  | Stjepan                                    | Tessa Maja-Paola                                                | izbačena                                                        | izbačena                                                               | izbačena                    | izbačena                    | izbačena                    |
| Stjepan    | nema nominacija                                                                    | tajna kuća       | tajna kuća                         | tajna kuća nominiran          | imunitet                    | Goran Vita                  | Mateja Vita                 | imunitet                         | Vita Krešimir                                                | Martina                                    | izbačen                                                         | izbačen                                                         | izbačen                                                                | izbačen                     | izbačen                     | izbačen                     |
| Vita       | nema nominacija                                                                    | Mirela Senka     | tajna kuća                         | tajna kuća nominirana         | imunitet                    | Stjepan Goran               | Tessa Stjepan               | imunitet                         | Vedran Arsen                                                 | izbačena                                   | izbačena                                                        | izbačena                                                        | izbačena                                                               | izbačena                    | izbačena                    | izbačena                    |
| Goran      | nema nominacija                                                                    | Hrvoje Vita      | Mirela Tessa                       | nema nominacija               | Senka                       | Stjepan Senka               | Vedran Krešimir             | nominiran                        | izbačen                                                      | izbačen                                    | izbačen                                                         | izbačen                                                         | izbačen                                                                | izbačen                     | izbačen                     | izbačen                     |
| Mateja     | nije bila u kući                                                                   | nije bila u kući | nije bila u kući                   | tajna kuća                    | imunitet                    | Stjepan Senka               | Vedran Krešimir             | izbačena                         | izbačena                                                     | izbačena                                   | izbačena                                                        | izbačena                                                        | izbačena                                                               | izbačena                    | izbačena                    | izbačena                    |
| Senka      | nominirao Big Brother                                                              | Vita Ivana       | Ivana Goran                        | nema nominacija               | nominirana                  | Martina Maja-Paola          | izbačena                    | izbačena                         | izbačena                                                     | izbačena                                   | izbačena                                                        | izbačena                                                        | izbačena                                                               | izbačena                    | izbačena                    | izbačena                    |
| Ivana      | nema nominacija                                                                    | Martina Hrvoje   | Tessa Senka                        | nema nominacija               | nominirana                  | izbačena                    | izbačena                    | izbačena                         | izbačena                                                     | izbačena                                   | izbačena                                                        | izbačena                                                        | izbačena                                                               | izbačena                    | izbačena                    | izbačena                    |
| Mirela     | nominirao Big Brother                                                              | Ivana Vita       | Ivana Goran                        | tajna kuća nominirana         | izbačena                    | izbačena                    | izbačena                    | izbačena                         | izbačena                                                     | izbačena                                   | izbačena                                                        | izbačena                                                        | izbačena                                                               | izbačena                    | izbačena                    | izbačena                    |
| Valentino  | nominirao Big Brother                                                              | tajna kuća       | tajna kuća                         | tajna kuća nominiran          | izbačen                     | izbačen                     | izbačen                     | izbačen                          | izbačen                                                      | izbačen                                    | izbačen                                                         | izbačen                                                         | izbačen                                                                | izbačen                     | izbačen                     | izbačen                     |
| Hrvoje     | nema nominacija                                                                    | Tessa Vita       | napustio show svojom voljom        | napustio show svojom voljom   | napustio show svojom voljom | napustio show svojom voljom | napustio show svojom voljom | napustio show svojom voljom      | napustio show svojom voljom                                  | napustio show svojom voljom                | napustio show svojom voljom                                     | napustio show svojom voljom                                     | napustio show svojom voljom                                            | napustio show svojom voljom | napustio show svojom voljom | napustio show svojom voljom |
| NAPOMENE   | 1                                                                                  | 2                | 3                                  | 4                             | 5                           | 6                           | Nema.                       | 7                                | 8                                                            | 9                                          | 10                                                              | 11                                                              | 12                                                                     |                             |                             |                             |
| Nominirani | Krešimir Vedran Valentino Mirela Tessa Senka Maja-Paola                            | Goran Vita       | Goran Mirela Senka Ivana           | Stjepan Valentino Vita Mirela | Ivana 19.48 % Senka 48 %    | Goran Senka                 | Vedran Tessa Mateja         | Goran Arsen Maja-Paola           | Krešimir Vedran Martina Vita Tessa                           | Stjepan Arsen Martina Tessa                | Vedran Krešo Martina Tessa Maja-Paola                           | Krešimir Vedran Arsen Tessa Maja-Paola                          | Krešimir Vedran Arsen Maja-Paola                                       |                             |                             |                             |
| Preživjeli | Vedran 2.4 % Tessa 5.6 % Krešimir 6 % Mirela 15.9 % Maja-Paola 17.7 % Senka 18.3 % | Goran 37%        | Goran 5 % Ivana 18 % Senka 36 %    | Stjepan 77.7 % Vita 8.7 %     | Senka 3/7 glasova           | Goran 21.9 %                | Vedran 6.25 % Tessa 28.16 % | Arsen 22.47 % Maja-Paola 37.03 % | Vedran 2.63 % Krešimir 13.93 % Tessa 18.72 % Martina 30.34 % | Arsen 4.57 % Tessa 26.22 % Martina 32.26 % | Vedran 2.09 % Krešimir 12.19 % Maja-Paola 13.48 % Tessa 27.32 % | Vedran 2.09 % Arsen 15.66 % Maja-Paola 16.02 % Krešimir 22.34 % | Vedran 51.70 % (od 2)                                                  |                             |                             |                             |
| Tajna kuća | Valentino 34.1 % Stjepan slučajni odabir                                           | Vita 63%         | Mirela 41 % Mateja Zlatna stanarka | nema tajnih stanara           | nema tajnih stanara         | nema tajnih stanara         | nema tajnih stanara         | nema tajnih stanara              | nema tajnih stanara                                          | nema tajnih stanara                        | nema tajnih stanara                                             | nema tajnih stanara                                             | nema tajnih stanara                                                    |                             |                             |                             |
| Izbačeni   | nema izbačenih                                                                     | nema izbačenih   | nema izbačenih                     | Mirela 7.7 % Valentino 5.9 %  | Ivana 4/7 glasova           | Senka 78.1 %                | Mateja 65.59 %              | Goran 40.50 %                    | Vita 34.38 %                                                 | Stjepan 36.95 %                            | Martina 44.92 %                                                 | Tessa 43.89 %                                                   | Maja-Paola 48.30 % (od 2) Krešimir 14.62 % (od 3) Arsen 12.84 % (od 4) |                             |                             |                             |

| Boja | Značenje boje u tablici                              |
| ---- | ---------------------------------------------------- |
|      | boravak u tajnoj kući                                |
|      | nominacija od strane Big Brothera                    |
|      | napuštanje showa svojom voljom                       |
|      | napuštanje showa odlukom gledatelja ili Big Brothera |
|      | poništene nominacije zbog loših razloga istih        |
|      | finalisti i pobjednik                                |

Napomene:
1. Nominirana ljubičasta soba. Stjepan preseljen slučajnim odabirom.
2. Lažne nominacije, nominirani samo Vita i Goran.
3. Javne nominacije.
4. Tajni stanari nominirani za povratak u kuću.
5. Gledatelji nominiraju predložene stanare, a stanari ih izbacuju.
6. Izvršivši tajnu misiju, Mateja je dobila imunitet te ne može biti nominirana, ali može nominirati.
7. Maja-Paola nominirana zbog neuspjele tajne misije. Goran i Arsen nisu u Društvu izabranih.
8. Vita nije dala prihvatljive razloge pri nominiranju te su njene nominacije poništene, a ona je nominirana.
9. Stanari su nominirali svog favorita, a s njim su nominirani i svi oni koji su njega nominirali.
10. Vedran i Krešimir nisu izvršili tajnu misiju te su nominirani.
11. Ekspresno glasovanje.
12. Finale; gledatelji glasuju za pobjedu svog favorita.